# Barão de Sobral
Barão de Sobral é um título nobiliárquico criado em Portugal e no Brasil.
O título português foi criado por D. João, Príncipe Regente de D. Maria I de Portugal, por Carta de 14 de Maio de 1813, em favor de Geraldo Venceslau Braamcamp de Almeida Castelo Branco, antes 4.º Senhor Consorte de Sobral de Monte Agraço. Titulares:
1. Geraldo Venceslau Braamcamp de Almeida Castelo Branco, 4.º Senhor Consorte de Sobral de Monte Agraço e 1.º Barão de Sobral, casado com Joana Maria da Cruz Sobral, 4.ª Senhora de Sobral de Monte Agraço;
2. Hermano José Braamcamp de Almeida Castelo Branco, 2.º Barão, 1.º Visconde e 1.º Conde de Sobral;
3. Adelaide Braamcamp Sobral de Almeida Castelo Branco, 3.ª Baronesa, 2.ª Viscondessa e 2.ª Condessa de Sobral.

O título brasileiro foi criado em 19 de janeiro de 1889 por D. Pedro II em favor de José Júlio de Albuquerque Barros, cavaleiro da Ordem da Rosa, conselheiro imperial, jurista, diretor da Instrução Pública da província do Ceará e secretário do governo.